# Anger (Gemeinde Schäffern)
Anger ist ein Ortsteil, eine Ortschaft und Katastralgemeinde der Gemeinde Schäffern im Bezirk Hartberg-Fürstenfeld in der Steiermark. Die Ortschaft hat 97 Einwohner (Stand 1. Jänner 2024).
Anger liegt westlich von Schäffern und ist durch Steilhänge geprägt. Auch die so genannte „Leiten“ gehört zu Anger. Zu großen Teilen grenzt dieser Ortsteil an die Nachbargemeinde Pinggau, wo hauptsächlich der Tauchenbach und weiters der Spitalerbach die Grenze bilden.
Nach Meinung des Schäfferner Pfarrchronisten entstand die Siedlung im späten 13. Jahrhundert. In der Herrschaftsbeschreibung von 1565 wird dargelegt, dass es sich hier nicht wie sonst bei Gründungsdörfern üblich um ein regelmäßiges Straßendorf handelte, sondern um eine Ansiedelung von Einzelhöfen.
Bis auf den größten Hof (vulgo Schandlmichl), der dem Freiherrn von Teuffenbach (=Tiefenbacher, westlich von Kaindorf) gehörte, waren alle anderen (vulgo Poldl, Urbal, Bartl und Gruber) Untertanen der Bärnegger Herrschaft.
Ab 1641 scheint erstmals ein Söllgerichtshäusel (vulgo Angerschuster) auf. Zur Zeit Maria Theresias wird auch ein Wirt genannt, der 5 Gulden Tazgeld (Getränkesteuer) an die Bärnegger Herrschaft entrichten musste.
Das Bärnegger Amt Anger war zwischen 1530 und 1641 in zwei Ämter aufgeteilt. Das Amt Anger mit 4 Höfen und das Amt „Hafnern“ mit 5 Höfen. Zu „Hafnern“ zählte unter anderen vulgo
Urbasfranzl und vulgo Graf.
Trotz der ursprünglich kleinbäuerlichen Struktur hat sich dieser Ortsteil weiterentwickelt. So gibt es einen großen Rinderbetrieb mit Zucht (vulgo Poltl) sowie Betriebe mit Mutterkuhhaltung. Bei der Familie Kuntner vulgo Lorenz kann man „Styria Beef“ kaufen.